# WADADA
WADADA（ワダダ）は、キーボーディスト・プロデューサーの渡辺貴浩と、ギタリスト・プロデューサーのNodatinの2人で構成されるグループ、プロデュース・チーム。ユニット名はエチオピア語（アムハラ語）で、「愛」の意。
ジャパニーズレゲエシーンにおいて、Original Riddimを制作・提供し、多くのレゲエシンガー、レゲエ Dee Jay のレコーディングに参加している他、ダンスホール・レゲエバンド「Home Grown」と共に、多くのダンス・イベントに参加している。

## メンバー
- Keyboard : 渡辺貴浩（わたなべたかひろ）
- Guitar : Nodatin (ノダチン）

## ディスコグラフィー

### アナログ7inch
- What a wonderful world/浜辺の歌（2008年7月12日）

### プロデュース作品
- MOOMIN「Adapt」（2006年5月24日）

7.Waiting In Vain
- PUSHIM「Sing A Song...lighter ！」（2006年7月26日）

1.Here I Am
3.Reach To The Goal!（w/Pushim,Tanco)
4.Jamaica Jamaica(Takahiro for WADADA & Pushim)
6.Anything For You（w/Pushim,Tanco)
9.Da Bulldog（w/Pushim,Tanco)
- H-MAN「諸法無我」（2007年7月11日）

3.OAO
13.諸方無我
14.諸方無我REMIX
- ARARE「ひとりあそびVol.0」（2007年8月3日）

13.自販機が世界に置ける日
- PUSHIM「HEY BOY」（2007年8月22日）

2.SURVIVAL FUTURE
- AKANE「Expression」（2008年6月18日）

1. 7 colors
- Lecca「City Caravan」（2008年7月30日）

6.When a girl loves somebody